# Henri-Lucien Doucet
Henri-Lucien Doucet (Parigi, 23 agosto 1856 – Parigi, 30 dicembre 1895) è stato un pittore francese.
Maestro anche nell'uso del pastello, si fece notare per i ritratti e, in particolare, per le scene di vita dell'ambiente elegante di Parigi.

## Biografia
Henri Lucien Doucet nacque a Parigi, figlio di un ispettore delle ferrovie della Compagnia d'Orléans. Studiò all'École nationale supérieure des beaux-arts, negli atelier di Jules Joseph Lefebvre e Gustave Boulanger. Nel 1880 vinse il prix de Rome.

Le sue opere illustrano essenzialmente la vita mondana dell'ambiente elegante parigino, con un realismo inizialmente piuttosto audace, ma che col tempo divenne più moderato. Si distinse per i suoi ritratti eseguiti a pastello con particolare maestria. Il suo quadro Après le bal, del 1889, è un soggetto galante nel quale si può scorgere l'influenza dell’Olympia di Édouard Manet, dipinta più di 25 anni prima.
Fra i ritratti di Doucet vanno citati: la cantante Célestine Galli-Marié nel costume dell'opera Carmen (1884), (esposto al Museo di belle arti di Marsiglia), la Princesse Mathilde Bonaparte e Mes parents (1890), (presenti nel Museo di belle arti di Lione), Une Espagnole, (oggi nel Museo di Pontoise), e il ritratto di Betty, del cabaret "Chat Noir" (1889).
Il suo quadro A Skating Party, del 1893, fu esibito alla "Chicago World Fair" e alla "World's Columbian Exposition"
Ricevette una medaglia di prima classe al Salon del 1889 per un pastello, e nel 1891 fu decorato con la Légion d'honneur.

Dopo aver insegnato per qualche anno all'Académie Julian, fu nominato professore di disegno presso l'"École polytechnique".
Henri-Lucien Doucet morì a Parigi a soli 39 anni, nella sua casa in rue Lauriston.

## Opere principali conservate nei musei
Elenco parziale.
- Museo di belle arti di Marsiglia: Carmen 1884
- Museo nazionale dei castelli di Versailles e del Trianon: La Princesse Mathilde (1894)
- Museo di Soissons: Le Repos o Nu couché
- Parigi, École nationale supérieure des beaux-arts

## Allievi
Elenco parziale.
- Victor Pierre Ménard
- Jules Benoit-Lévy

## Galleria d'immagini
Scene di vita parigina

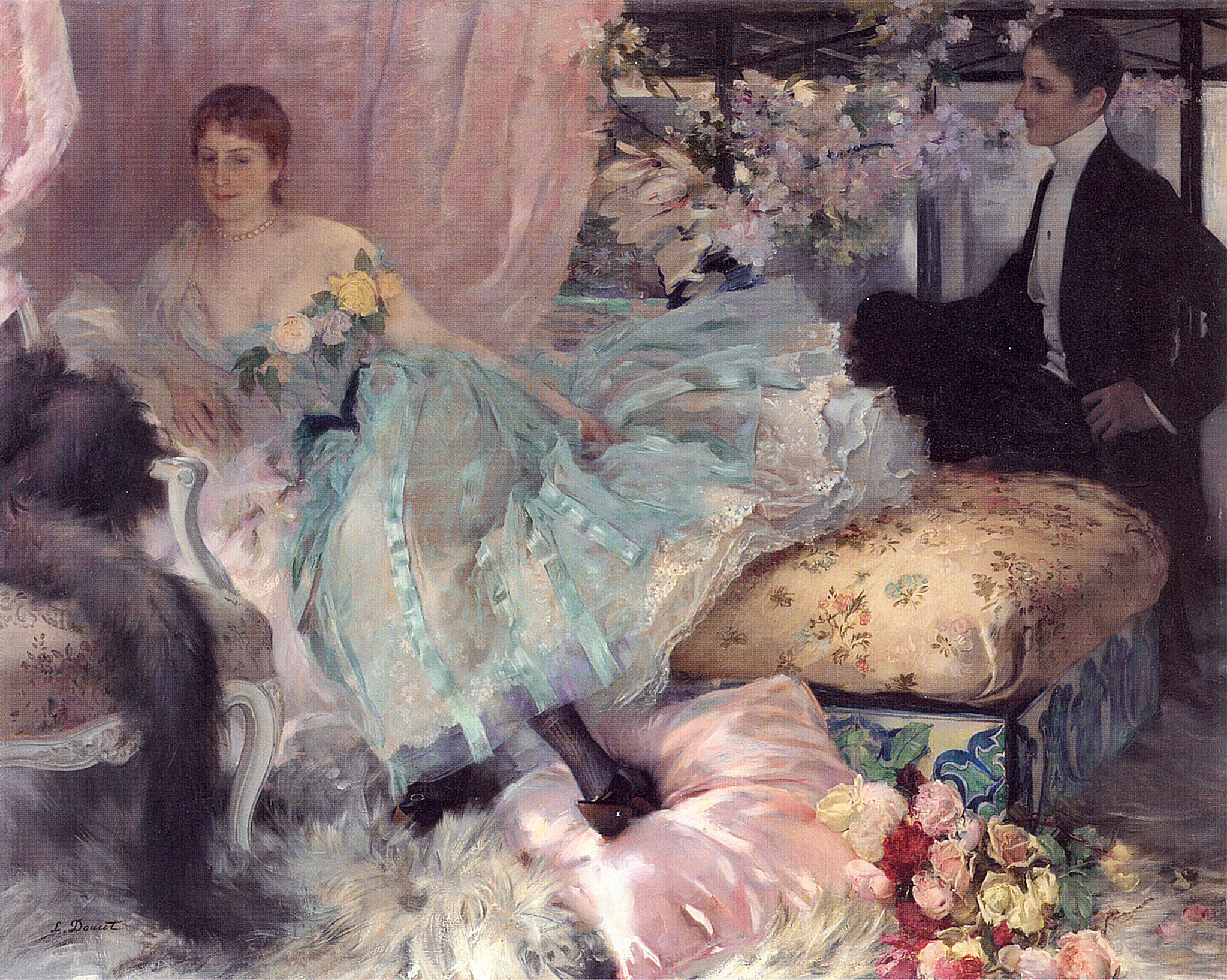
Dopo il ballo
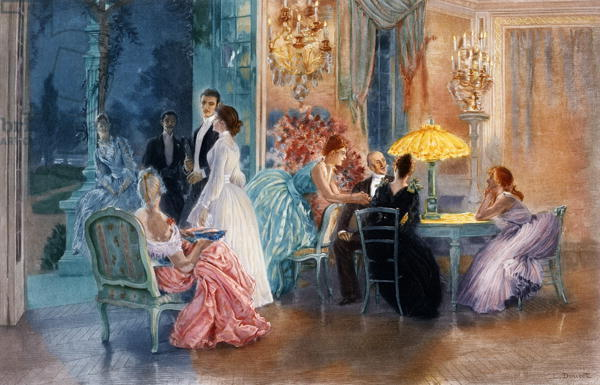
Serata nel castello

Ritratti

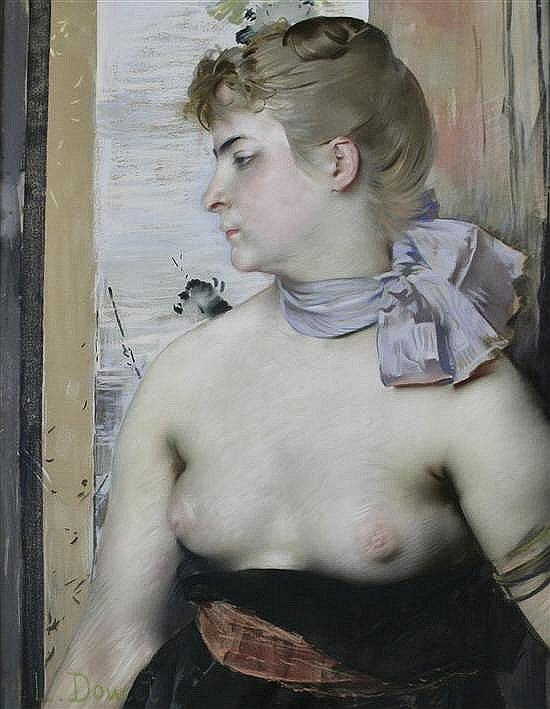
Ragazza col nastro
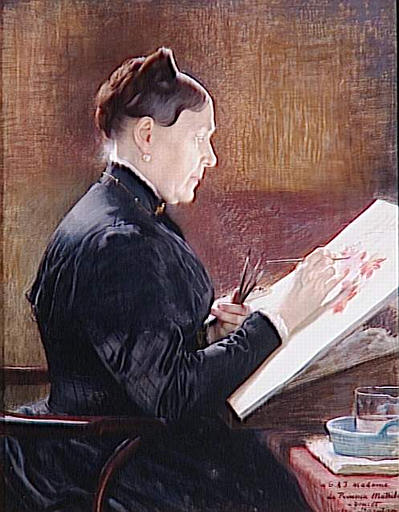
Matilde Letizia Guglielmina Bonaparte
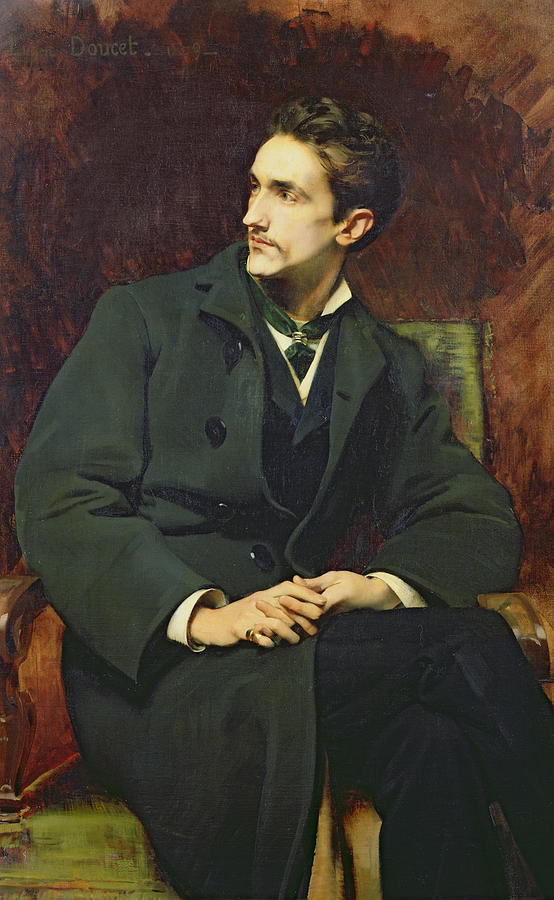
Il conte di Montesquiou
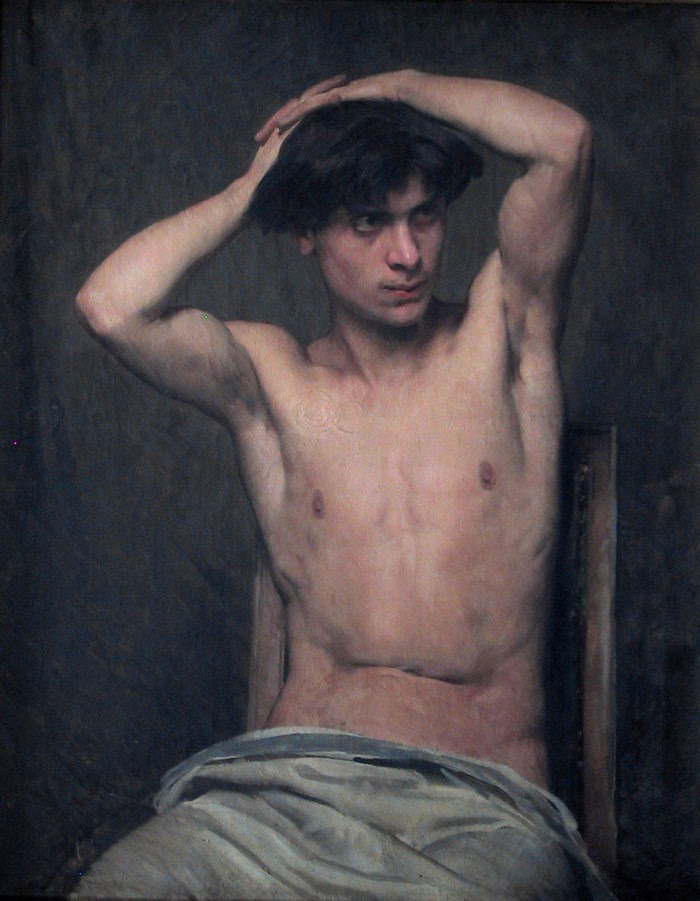
Nudo per metà

## Collegamenti esterni

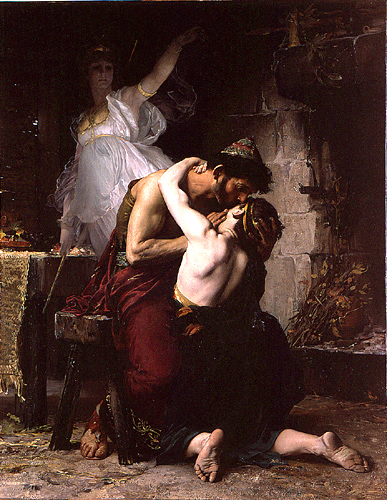
Ulisse e Telemaco